# Avrilly, Orne
Avrilly är en kommun i departementet Orne i regionen Normandie i nordvästra Frankrike. Kommunen ligger i kantonen Domfront som tillhör arrondissementet Alençon. År 2022 hade Avrilly 94 invånare.

## Befolkningsutveckling
Antalet invånare i kommunen Avrilly
| Referens: INSEE |